# Philomides flavicollis
Philomides flavicollis is een vliesvleugelig insect uit de familie Perilampidae. De wetenschappelijke naam is voor het eerst geldig gepubliceerd in 1905 door Cameron.